# Luciano Zannoni
Luciano Zannoni (La Spezia, 25 novembre 1937 – La Spezia, 2 dicembre 2005) è stato un astronomo italiano.

## Biografia
Il Minor Planet Center lo accredita per la scoperta dell'asteroide 58691 Luigisannino, effettuata il 24 gennaio 1998 in collaborazione con Giulio Scarfì.
Fondamentale il suo supporto per la costruzione dell'Osservatorio astronomico Monte Viseggi nel 1989.
Nel 1995 pubblica il libro "Galassie", guida alla ricerca di supernovae tramite sensore CCD, redatto dall'Associazione Astrofili Spezzini, in collaborazione con Paolo Pietrapiana, Giulio Scarfì e Giancarlo Bonatti, con prefazione di  Mirko Villi e Giancarlo Cortini.